# Te Awainanga River
Der Te Awainanga River ist ein Fluss auf Chatham Island, der größten der Chathaminseln. Er fließt in mehreren breiten Windungen nach Osten, bis er den von Süden kommenden Mākara River aufnimmt. Von dort fließt er nach Norden bis zur Mündung in die Te Whanga Lagoon. Der Fluss wird kurz nach der Aufnahme seines Nebenflusses von der Waitangi Wharf Owenga Road überquert, die Waitangi im Nordwesten mit Owenga im Südosten verbindet.